# Carex crawfordii
Laîche de Crawford, Carex de Crawford
Espèce
Carex crawfordii, la Laîche de Crawford ou le Carex de Crawford, est une espèce de Carex originaire d'Amérique du Nord. En Europe, elle est considérée comme une plante obsidionale.

## Description
Le Carex de Crawford est composé d'une longue tige, s'élevant d'une hauteur de 25 à 60 cm. Ses feuilles sont planes et son limbe est glabre.
L'inflorescence adopte la forme d'un épi brun.

## Répartition
La laîche de Crawford est une plante originaire du continent américain.
En Europe, on la trouve en France et en Belgique en Ardenne. Elle est considérée comme faisant partie de la polémoflore car elle aurait été apportée dans la région par les soldats américains sur la Seconde Guerre mondiale.
Elle a également été introduite en Grande-Bretagne et aux Pays-Bas.

## Statut de conservation
Cette plante est répertoriée comme en voie de disparition dans l'Illinois et la Pennsylvanie. Au Connecticut, elle est considérée comme en situation préoccupante et semble avoir disparu.

## Systématique
Le nom correct complet (avec auteur) de ce taxon est Carex crawfordii Fernald, 1902,.
Le basionyme de ce taxon est : Carex scoparia minor Boott
Ce taxon porte en français les noms vernaculaires ou normalisés suivants : Laîche de Crawford,,,, Carex de Crawford.
Carex crawfordii a pour synonymes :
- Carex crawfordii f. vigens (Fernald) Kük.
- Carex crawfordii var. vigens Fernald
- Carex scoparia var. minor Boott

## Publication originale
- (en) M. L. Fernald, « The Northeastern Carices of the Section Hyparrhenae », Proceedings of the American Academy of Arts and Sciences, Boston, John Wilson and Son, vol. 37, no 17,‎ 1902, p. 447-495 (ISSN 0199-9818 et 2327-9478, OCLC 1479254, DOI 10.2307/20021691, JSTOR 20021691, lire en ligne).